# مارتینا برنت
مارتینا برنت (به انگلیسی: Marthina Brandt)، زادهٔ (۳۱ ژانویهٔ ۱۹۹۲) یک مدل برزیلی و برندهٔ عنوان دختر شایسته برزیل در سال ۲۰۱۵ است. او فارغ‌التحصیل رشته حقوق است و در آینده دوست دارد قاضی شود.